# 프랑스 군정청
프랑스 군정청(독일어: Militärverwaltung in Frankreich 밀리테르버발퉁 인 프랑크라이히[*])은 제2차 세계 대전 당시 프랑스 북부와 서부에 설치된 나치 독일의 지배기구이다.
프랑스 군정청의 역할은 프랑스 공방전의 결과 제2차 콩피에뉴 휴전협정이 맺어짐에 따라 확정된 환경을 관리하기 위한 것이었다. 이때까지만 해도 프랑스와 독일은 모두 독일군의 점령이 보불전쟁 때처럼 일시적일 것이며, 영국이 협상 테이블에 참석할 때까지만 유지될 것이라고 생각했고, 또 금방이라도 영국이 테이블로 나오게 될 것이라고 생각했다.
프랑스 공방전의 패배로 프랑스 제3공화국은 해체되었고 "프랑스국(État français"이 새로이 출범했다. 프랑스국의 권위는 남부 지역에서만 실효 성립하였고, 수도 파리는 북부에 있었기에 독일의 군정청이 관리했다. 때문에 신생 프랑스국 정부는 오베르뉴의 비시라는 동네에서 내각을 꾸리게 되었고 이런 이유로 프랑스국은 비시 프랑스라는 별명으로 더 잘 알려져 있다.
명목상으로는 비시 프랑스가 프랑스 전역을 책임지고 있었으나, 군정청이 장악한 지역은 사실상 나치 독재체제 하에 있었다. 그리고 1942년 11월 8일 연합군이 프랑스령 북아프리카에 상륙하는 횃불 작전을 펼치자 이에 대한 보복으로 독일군은 남부 지역까지 침공하여 장악했다. 이로써 비시 프랑스는 사실상 멸망했으나 명목상으로는 여전히 남아 있었다.
독일의 프랑스 군정은 노르망디 상륙 이후의 프랑스 해방으로 인해 종료되었다. 프랑스 군정청은 공식적으로는 1940년 5월부터 1944년 12월까지 존재했으나, 1944년 늦여름이 되면 대부분의 프랑스 영토가 연합군에게 탈환되었다.